# ليني دوس
ليني دوس (بالإنجليزية: Lenny Daws)‏ مواليد 29 ديسمبر 1978 في إنجلترا، هو ملاكم محترف بريطاني يصنف ضمن فئة وزن خفيف الوسط.

## إحصائيات
خاض خلال مسيرته 36 نزالا، فاز في 30 وتعادل في 2 وخسر في 4. فاز بالضربة القاضية في 9 نزالا.

## روابط خارجية
- ليني دوس على موقع بوكس ريك (الإنجليزية) (registration required)